# 僕たちがやりました (曲)
「僕たちがやりました」（ぼくたちがやりました）は、日本のダンスロックバンド・DISH//の10作目のシングル。Sony Recordsから2017年8月16日に発売された。

## 概要
- 前作『I'm FISH//』から約2ヶ月振りのリリース。

- CDは初回生産限定盤A・B・C、通常盤の4形態で発売。

- 表題曲「僕たちがやりました」は、関西テレビ・フジテレビ系ドラマ『僕たちがやりました』の主題歌であり、OKAMOTO'Sからの楽曲提供である。

- カップリングの「猫」は、あいみょんからの楽曲提供である。

- 初回生産限定盤Aの特典DVDには、「DISH// 2017 Spring Tour『実食会』 ツアーファイナル～杏仁豆腐風味～」の70分のスペシャルダイジェストを収録。

- 初回生産限定盤Bの特典DVDには、「僕たちがやりました (DISH//オリジナルver.)」のMV & メイキングを収録。

- 初回生産限定盤Cには、40Pのブックレットを封入。

## 収録曲

### CD

#### 通常盤・初回生産限定盤B・C
1. 僕たちがやりました (DISH//オリジナルver.)
作詞・作曲：オカモトショウ　編曲：OKAMOTO'S
  - 関西テレビ・フジテレビ系ドラマ『僕たちがやりました』主題歌
  - 2017年7月18日、俳優の窪田正孝・間宮祥太朗・葉山奨之・今野浩喜と共に、"DISH//と凡下高がやりました"名義で配信された、『僕たちがやりました』の歌唱メンバーがDISH//のみのオリジナルバージョン。
2. New フェイス
作詞：DISH//、松隈ケンタ　作曲：松隈ケンタ　編曲：松隈ケンタ、豊住サトシ
3. 猫
作詞・作曲：あいみょん　編曲：トオミヨウ
  - 当曲を原案にしたテレビ東京ドラマ25『猫』主題歌
4. 僕たちがやりました (DISH//オリジナルver.) -instrumental-
  - 通常盤のみ
5. New フェイス -instrumental-
  - 初回生産限定盤Cのみ
6. 猫 -instrumental-
  - 初回生産限定盤Bのみ

#### 初回生産限定盤A
1. 僕たちがやりました (DISH//オリジナルver.)
2. 猫
3. 万年皿組 ～皿組に夏がキタ～
作詞・作曲・編曲：新井弘毅
4. 僕たちがやりました -instrumental-

### DVD

#### 初回生産限定盤A
- 「DISH// 2017 Spring Tour『実食会』 ツアーファイナル～杏仁豆腐風味～」スペシャルダイジェスト(約70分収録)

1. overture
2. 横浜VIBRATION
3. WOW WAR TONIGHT～時には起こせよムーヴメント～
4. It's alright
5. 皿に走れ!!!!
6. ら・ら・ら
7. My memory
8. 万年皿組
9. D・A・I・C・H・I
10. Loop.
11. 虹のカケラ
12. I Can Hear
13. FLAME
14. JUMPer

#### 初回生産限定盤B
1. 「僕たちがやりました (DISH//オリジナルver.」ミュージックビデオ
2. 「僕たちがやりました (DISH//オリジナルver.)」メイキング